# Schweizer Meisterschaften im Skispringen 2013
Die Schweizer Meisterschaften im Skispringen 2013 fanden zusammen mit den Schweizer Meisterschaften in der Nordischen Kombination vom 4. bis 6. Oktober 2013 im französischen Chaux-Neuve statt. Die Wettbewerbe wurden im Skisprungstadion Stade de la Côte Feuillée auf den Schanzen HS 60 und HS 118 ausgetragen.

## Programm und Zeitplan
Der Zeitplan der Schweizer Meisterschaften:
| Datum           | Uhrzeit | |
| --------------- | ------- | --- |
| Fr., 4. Oktober | 8:45    | Mannschaftsleitersitzung                                                                                          |
| Fr., 4. Oktober | 9:00    | Startnummernausgabe                                                                                               |
| Fr., 4. Oktober | 9:30    | Offizielles Training, 2 Sprünge HS 60 und HS 118                                                                  |
| Fr., 4. Oktober | 12:15   | Startnummernausgabe                                                                                               |
| Fr., 4. Oktober | 13:00   | 2 Wettkampfsprünge U16, danach Damen HS 60                                                                        |
| Fr., 4. Oktober | 15:30   | 2 Wettkampfsprünge Junioren HS 118 (Die Junioren bis zum 10. Schweizer sind für den Elite-Wettkampf qualifiziert) |
| Fr., 4. Oktober | 17:30   | Frist für die Anmeldung der Teams                                                                                 |
| Sa., 5. Oktober | 8:15    | Startnummernausgabe Team                                                                                          |
| Sa., 5. Oktober | 9:00    | 1 Probesprung danach 2 Wettkampfsprünge Team HS 118                                                               |
| Sa., 5. Oktober | 17:00   | Siegerehrungen aller Wettkämpfe von Freitag und Samstag                                                           |
| So., 6. Oktober | 8:15    | Startnummernausgabe                                                                                               |
| So., 6. Oktober | 9:30    | 1 Probesprung, 2 Wettkampfsprünge Elite, danach Damen HS 118                                                      |
| So., 6. Oktober | 11:45   | Siegerehrung |

## Teilnehmer
| 6 Sportlerinnen und 51 Sportler aus 7 Regionalverbände                                                     | 6 Sportlerinnen und 51 Sportler aus 7 Regionalverbände                   | 6 Sportlerinnen und 51 Sportler aus 7 Regionalverbände |
| --- | ------------------------------------------------------------------------ | ------------------------------------------------------ |
| - Berner Oberländischer Skiverband - Bündner Skiverband - Ostschweizer Skiverband - Schneesport Mittelland | - Ski-Romand - Zentralschweizer Schneesport Verband - Zürcher Skiverband |                                                        |
| 3 Sportlerinnen und 20 Sportler aus Frankreich                                                             |                                                                          |                                                        |

## Damen

### Damen Einzel HS60
Der Wettbewerb wurde am 4. Oktober auf der HS 60 (K 57)-Schanze ausgetragen. Es waren 6 Athletinnen am Start und kamen in die Wertung.
| Platz | Sportlerin         | Regionalverband         | Weite 1 | Weite 2 | Punkte |
| ----- | ------------------ | ----------------------- | ------- | ------- | ------ |
| 1     | Bigna Windmüller   | Ostschweizer Skiverband | 54,0    | 57,5    | 219,0  |
| 2     | Sabrina Windmüller | Ostschweizer Skiverband | 54,0    | 56,0    | 211,4  |
| 3     | Erja Zelger        | Ostschweizer Skiverband | 49,5    | 49,0    | 176,3  |
| 4     | Léane Favre        | Ski-Romand              | 45,5    | 42,0    | 142,4  |
| 5     | Charlotte Suter    | Zürcher Skiverband      | 38,5    | 43,0    | 132,0  |
| 6     | Julia Vonbank      | Zürcher Skiverband      | 38,5    | 41,0    | 121,2  |

### Damen Einzel HS118
Der Wettbewerb wurde am 6. Oktober auf der HS 118 (K 106)-Schanze ausgetragen. Es waren 5 Athletinnen am Start und kamen in die Wertung.
| Platz | Sportlerin         | Regionalverband         | Weite 1 | Weite 2 | Punkte |
| ----- | ------------------ | ----------------------- | ------- | ------- | ------ |
| 1     | Coline Mattel      | (Frankreich)            | 107,5   | 108,0   | 232,8  |
| 2     | Léa Lemare         | (Frankreich)            | 106,0   | 109,0   | 225,9  |
| 3     | Julia Clair        | (Frankreich)            | 100,0   | 105,5   | 211,3  |
| 4     | Bigna Windmüller   | Ostschweizer Skiverband | 99,0    | 98,5    | 194,4  |
| 5     | Sabrina Windmüller | Ostschweizer Skiverband | 93,0    | 97,5    | 176,3  |

## Herren

### U16 Einzel
Der Wettbewerb der U16 wurde am 4. Oktober auf der HS 60 (K 57)-Schanze ausgetragen. Es waren 28 Athleten am Start und kamen in die Wertung.
| Platz | Sportler         | Regionalverband                      | Weite 1 | Weite 2 | Punkte |
| ----- | ---------------- | ------------------------------------ | ------- | ------- | ------ |
| 1     | Lars Kindlimann  | Zürcher Skiverband                   | 58,5    | 59,5    | 240,1  |
| 2     | Sandro Hauswirth | Berner Oberländischer Skiverband     | 58,5    | 58,5    | 234,2  |
| 3     | Manuel Fuchs     | Zürcher Skiverband                   | 57,5    | 57,5    | 229,4  |
| 4     | Olan Lacroix     | Ski-Romand                           | 57,0    | 56,5    | 224,8  |
| 5     | Kevin Romang     | Berner Oberländischer Skiverband     | 56,0    | 55,0    | 220,8  |
| 6     | Dominik Peter    | Zürcher Skiverband                   | 59,5    | 51,5    | 219,3  |
| 7     | Kobi Hess        | Zentralschweizer Schneesport Verband | 56,0    | 54,5    | 214,1  |
| 8     | Leo Angelini     | Bündner Skiverband                   | 57,5    | 55,0    | 212,4  |
| 9     | Mario Anderegg   | Zürcher Skiverband                   | 54,5    | 56,5    | 212,3  |
| 10    | Robin Zaugg      | Ski-Romand                           | 53,0    | 56,0    | 212,0  |

### Junioren Einzel
Der Wettbewerb der Junioren wurde am 4. Oktober auf der HS 118 (K 106)-Schanze ausgetragen. Es waren 28 Athleten am Start und kamen in die Wertung.
| Platz | Sportler              | Regionalverband                  | Weite 1 | Weite 2 | Punkte |
| ----- | --------------------- | -------------------------------- | ------- | ------- | ------ |
| 1     | Tobias Birchler       | Zürcher Skiverband               | 109,0   | 108,0   | 235,0  |
| 2     | Gabriel Karlen        | Berner Oberländischer Skiverband | 106,0   | 110,5   | 229,6  |
| 3     | Andreas Schuler       | Zürcher Skiverband               | 104,5   | 109,5   | 226,6  |
| 4     | Luca Egloff           | Ostschweizer Skiverband          | 106,0   | 106,0   | 220,0  |
| 5     | Edouard Vanini        | (Frankreich)                     | 102,5   | 102,0   | 206,0  |
| 6     | Benjamin Ernst        | Zürcher Skiverband               | 104,5   | 101,0   | 201,8  |
| 7     | Julien Faivre Rampant | (Frankreich)                     | 97,5    | 101,0   | 191,7  |
| 8     | Luca Von Grünigen     | Berner Oberländischer Skiverband | 97,5    | 97,0    | 188,5  |
| 9     | Jan Kirchhoffer       | Zürcher Skiverband               | 95,0    | 99,0    | 187,6  |
| 10    | Lukas Niedhart        | Ski-Romand                       | 96,0    | 100,0   | 187,2  |

### Team
Der Wettbewerb der Teams wurde am 5. Oktober auf der HS 118 (K 106)-Großschanze ausgetragen. Es waren 8 Teams am Start und kamen in die Wertung.
| Platz | Team                                 | Name                                                               | Weite 1                 | Punkte |
| ----- | ------------------------------------ | ------------------------------------------------------------------ | ----------------------- | ------ |
| 1     | Zürcher Skiverband I                 | Pascal Sommer Tobias Birchler Andreas Schuler Pascal Kälin         | 107,5 106,5 112,0 102,0 | 450,7  |
| 2     | Ostschweizer Skiverband              | Bigna Windmüller Luca Egloff Pascal Egloff Simon Ammann            | 94,0 106,0 115,5 112,0  | 448,3  |
| 3     | Frankreich I                         | Julien Faivre Rampant Edouard Vanini David Viry Alexandre Mabboux  | 82,0 94,5 113,0 106,5   | 383,1  |
| 4     | Ski-Romand                           | Olan Lacroix Rémi Français Guillaume Berney Olivier Anken          | 97,5 90,0 106,5 90,0    | 368,0  |
| 5     | Berner Oberländischer Skiverband     | Luca Von Grünigen Kevin Romang Lukas Niedhart Gabriel Karlen       | 89,0 85,5 106,0 94,5    | 342,3  |
| 6     | Zürcher Skiverband II                | Marvin Scherrer Robin Räber Manuel Fuchs Benjamin Ernst            | 107,0 82,0 93,5 89,5    | 336,4  |
| 7     | Frankreich II                        | Thomas Strappazzon Tom Balland Antoine Gérard Nicolas Didier       | 89,0 67,0 97,5 82,0     | 336,4  |
| 8     | Zentralschweizer Schneesport Verband | Björn Fischer Jan Kirchhofer Christian Erichsen Gregor Deschwanden | 87,0 92,0 99,5 108,5    | 200,3  |

### Elite Herren Einzel
Der Wettbewerb der Elite Herren wurde am 6. Oktober auf der HS 118 (K 106)-Großschanze ausgetragen. Es waren 36 Athleten am Start und kamen in die Wertung.
| Platz | Sportler            | Regionalverband                      | Weite 1 | Weite 2 | Punkte |
| ----- | ------------------- | ------------------------------------ | ------- | ------- | ------ |
| 1     | Simon Ammann        | Ostschweizer Skiverband              | 118,0   | 116,5   | 267,0  |
| 2     | Gregor Deschwanden  | Zentralschweizer Schneesport Verband | 114,5   | 113,0   | 251,9  |
| 3     | Pascal Egloff       | Ostschweizer Skiverband              | 112,5   | 109,5   | 246,0  |
| 4     | Ronan Lamy Chappuis | (Frankreich)                         | 110,5   | 107,0   | 238,4  |
| 5     | David Viry          | (Frankreich)                         | 107,5   | 110,0   | 237,9  |
| 6     | Alexandre Mabboux   | (Frankreich)                         | 107,5   | 109,5   | 234,5  |
| 7     | Pascal Kälin        | Zürcher Skiverband                   | 109,0   | 108,0   | 232,5  |
| 8     | Marco Grigoli       | Bündner Skiverband                   | 109,5   | 104,5   | 229,1  |
| 9     | Jason Lamy Chappuis | (Frankreich)                         | 104,5   | 107,0   | 226,1  |
| 10    | Andreas Schuler     | Zürcher Skiverband                   | 108,0   | 102,0   | 221,9  |
| 11    | Maxime Laheurte     | (Frankreich)                         | 105,0   | 100,5   | 212,3  |
| 12    | Sébastien Cala      | (Frankreich)                         | 102,5   | 101,0   | 207,2  |
| 13    | Tobias Birchler     | Zürcher Skiverband                   | 100,0   | 102,5   | 206,9  |
| 14    | Tim Hug             | Schneesport Mittelland               | 100,0   | 102,5   | 206,4  |
| 15    | Luca Egloff         | Ostschweizer Skiverband              | 104,5   | 100,0   | 205,5  |
| 16    | Gabriel Karlen      | Berner Oberländischer Skiverband     | 101,5   | 100,5   | 203,0  |